# Le Bouchet-Mont-Charvin
Le Bouchet-Mont-Charvin es una población y comuna francesa, en la región de Auvernia-Ródano-Alpes, departamento de Alta Saboya, en el distrito de Annecy y cantón de Thônes.

## Demografía
| 175 | 147 | 125 | 120 | 116 | 174 |
| Para los censos de 1962 a 1999 la población legal corresponde a la población sin duplicidades (Fuente: INSEE [Consultar]) |     |     |     |     |     |